# Petr Brandl

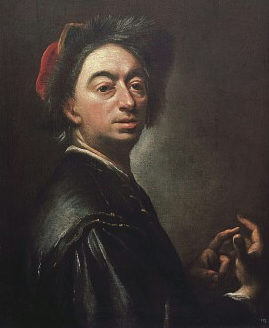
Autorretrato (1725).

Petr Brandl (Peter Brandl Johannes o Jan Petr Brandl) (24 de octubre de 1668 en Praga – 24 de septiembre de 1739 en Kutná Hora) fue un pintor checo del barroco tardío, famoso en su tiempo y bastante olvidado hasta hace poco debido al aislamiento de su obra tras el Telón de Acero.

## Biografía

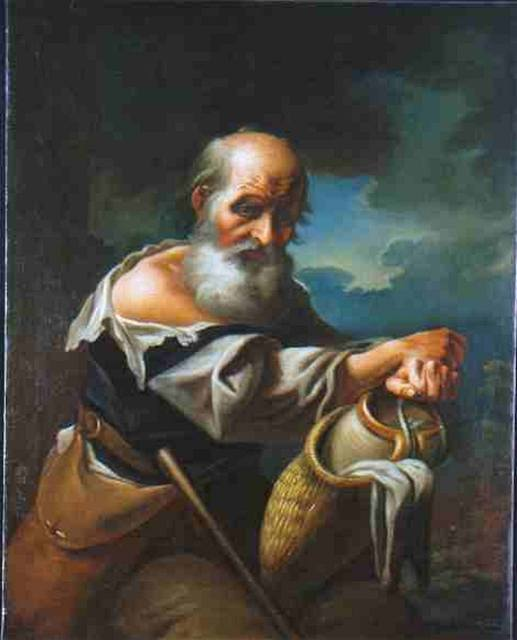
Mendigo.

Fue hijo de una familia adinerada. Su padre era sastre y posadero, probablemente de origen alemán, y su madre checa de una familia rural de Prestanic. Fue educado en una escuela jesuita.
Con 33 años se casó con la hija de un pintor, con quien tuvo tres hijos, que más tarde abandonó. Su hijo Anton fue grabador de cobre.
A pesar de que le pagaban bien por las obras, vivió en circunstancias financieras desordenadas y llevó una vida inestable, siendo constantemente acosado por las deudas y los acreedores. Con la esperanzas de éxito en la consolidación de sus finanzas, compró tierra en Jílové u Prahy durante la fiebre del oro. Muere solo y arruinado en Kutná Hora, donde está enterrado en la iglesia de Santa María.
El artista es un antepasado lejano del pintor contemporáneo austriaco Herbert Brandl (1959) y del pintor contemporáneo de América y Suiza Mark Staff Brandl (1955).

## Estilo

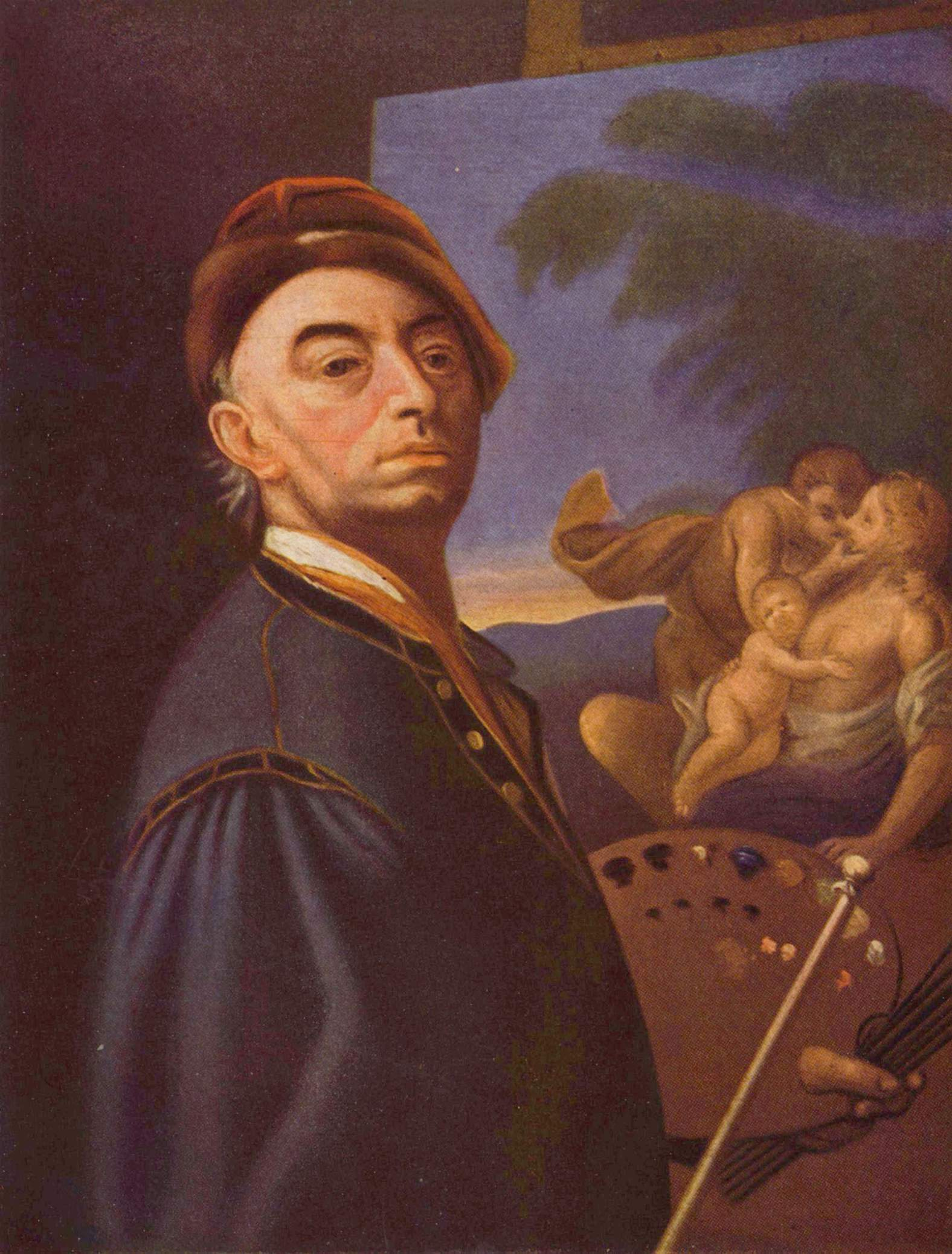
Retrato de un seguidor (1735) Galería Nacional, Praga.

Su aprendizaje en torno a 1683 - 8 lo realizó bajo la tutela de Kristian Schröder (1655 - 1702). Con él estudió las obras de maestros holandeses e italianos conocidos. Después estudió con Jan Rudolf Bys y Michael Václav Halbax. También recibió influencias de Abrahama Godyna, Michaela Leopolda Willmanna, Jana Kryštofa Lišky y, sobre todo, Karel Škréta (1610 – 1674).
Los primeros retratos, con los que pronto se dio a conocer, los realizó con 19 años. A aquellos siguieron los pedidos de instituciones eclesiásticas para obras religiosas con la que adquirió gran reputación. Desde 1694, fue un maestro pintor del Gremio de la Ciudad Vieja (Praga).
Entre sus obras hay retratos, pinturas de género, imágenes religiosas y mitológicas. Él es considerado – junto a Reiner Wenzel Lorenz (1689 – 1743) - el pintor más importante de la época barroca media de Bohemia.
En sus cuadros eligió producciones dramáticas, con el que combina luces y sombras. Brandl empleó de manera acentuada el claroscuro, cargado de impasto y dramáticas figuras. Las amenas características de su personalidad, le permitió pintar retratos detallados. P. J. Jahn escribió sobre él: <<Modelaba todos los personajes y los grupos de figuras en el barro, para estudiar los reflejos de la luz y las sombras>>.
El mayor museo de arte en Praga, llamado la Galería Nacional, tiene toda una sala dedicada a las obras del artista, incluyendo el maravilloso "Busto de un apóstol" de algún tiempo antes de 1725, no obstante, muchas de sus obras se conservan en el Palacio Krásný Dvůr.

## Obras
- Bechyně
  - Iglesia de Mateo:
    - Adoración de los Magos.
- Convento Sedletz
  - Iglesia del convento:
    - Catorce salvadores.
- Doxan

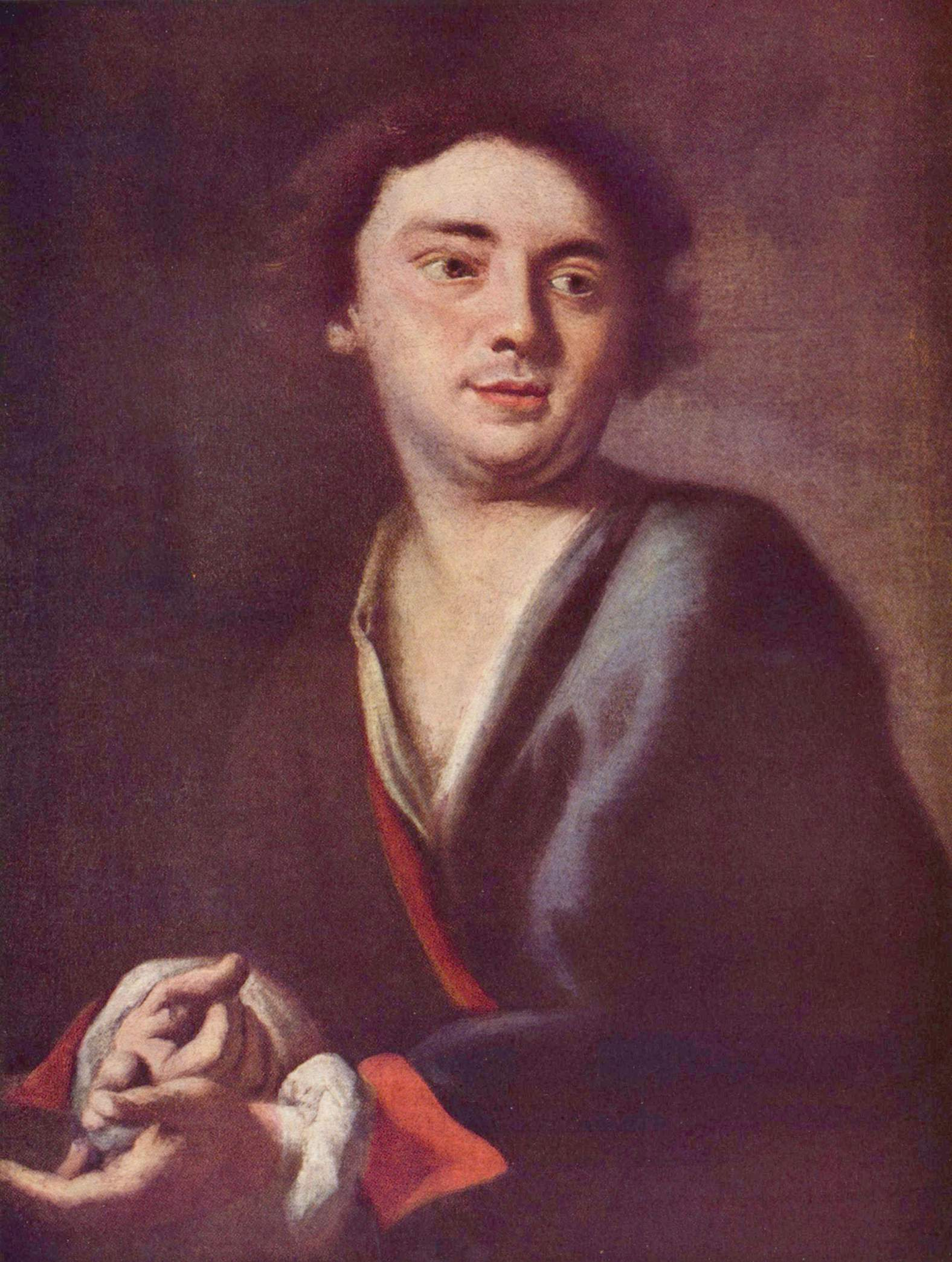
Retrato de un joven (después de 1720) Galería Nacional, Praga.

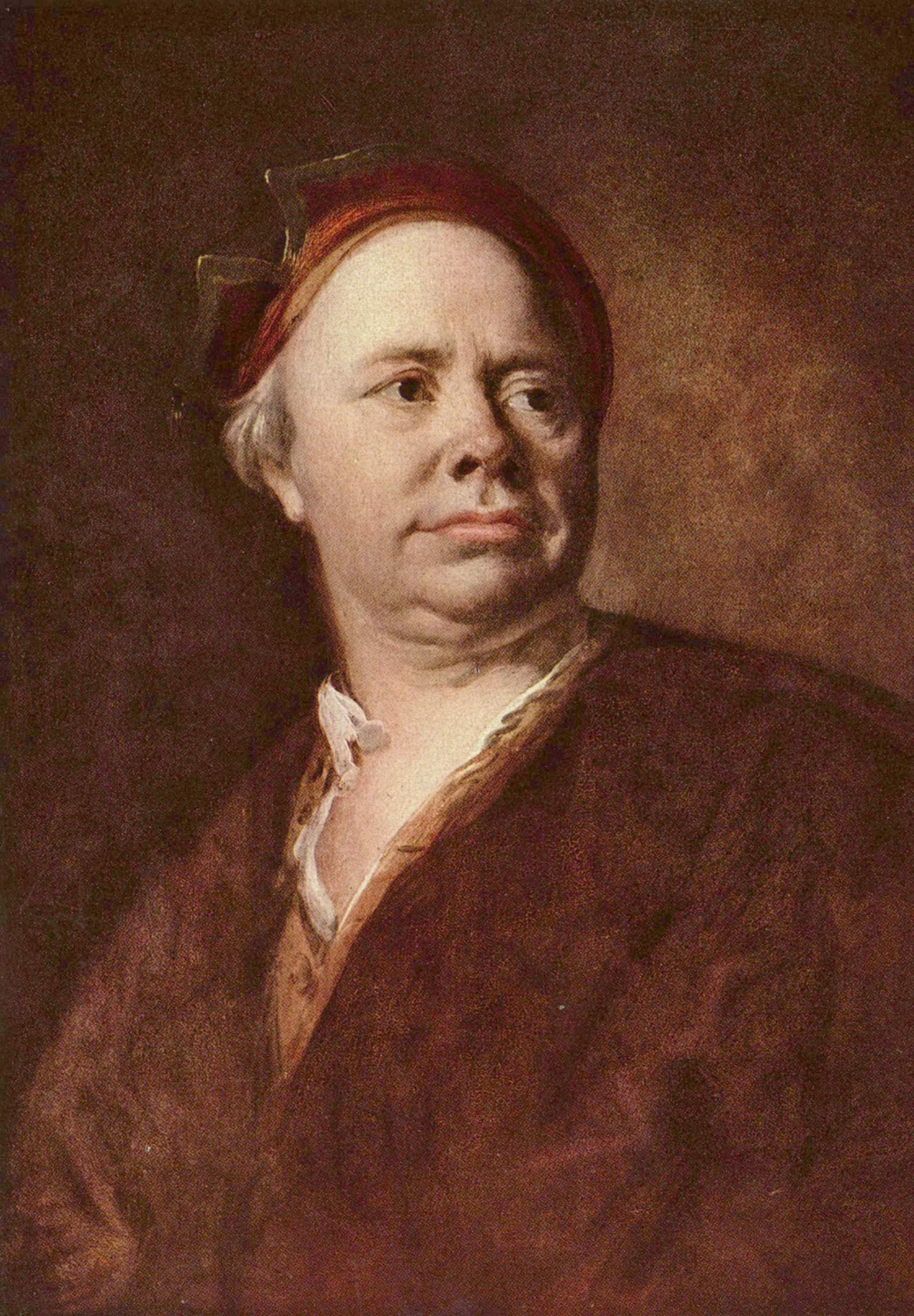
Retrato de un hombre mayor (después de 1725) Galería Nacional, Praga.

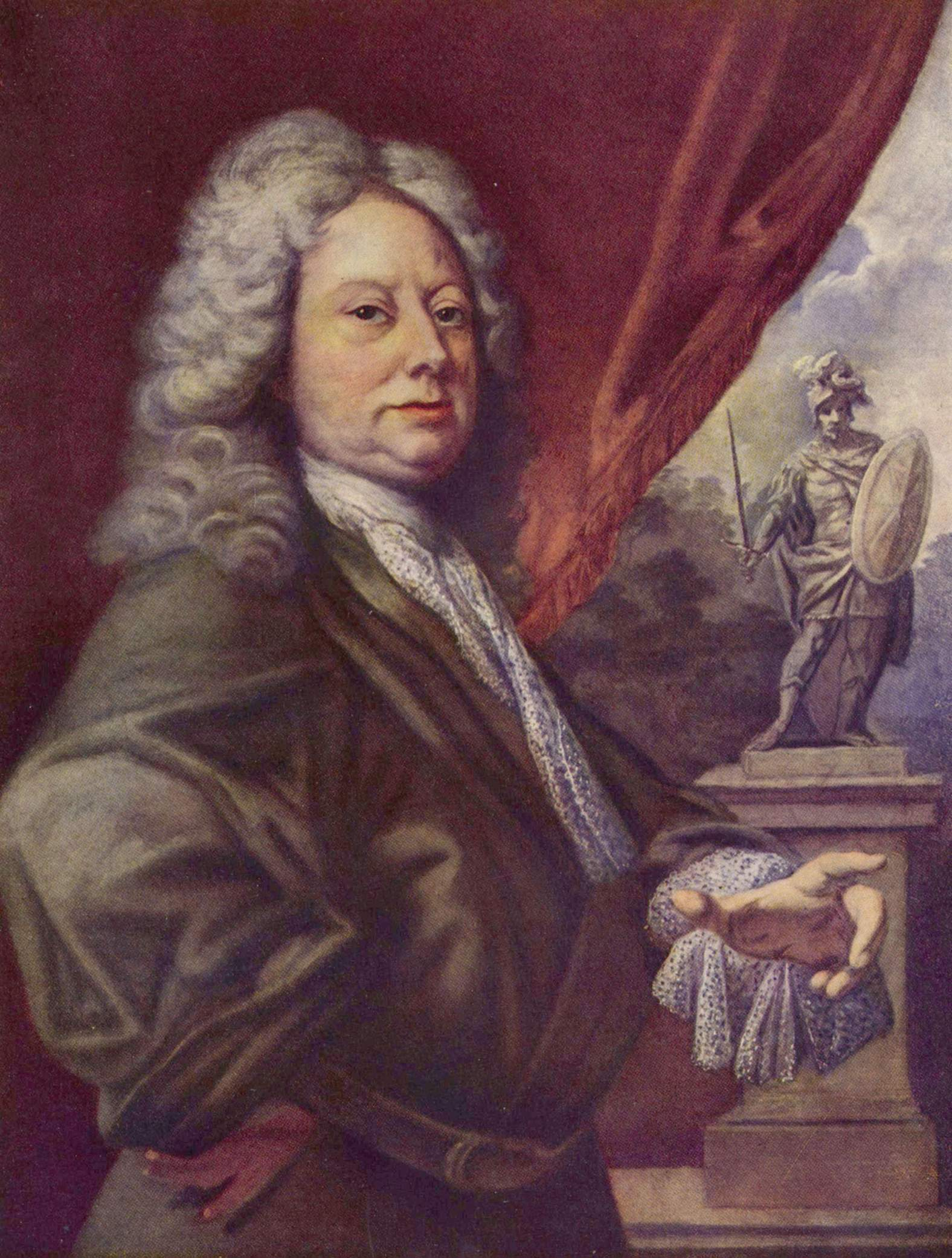
Retrato del conde Frantisek Antonin Spork (sobre 1725) Galería Nacional, Praga.

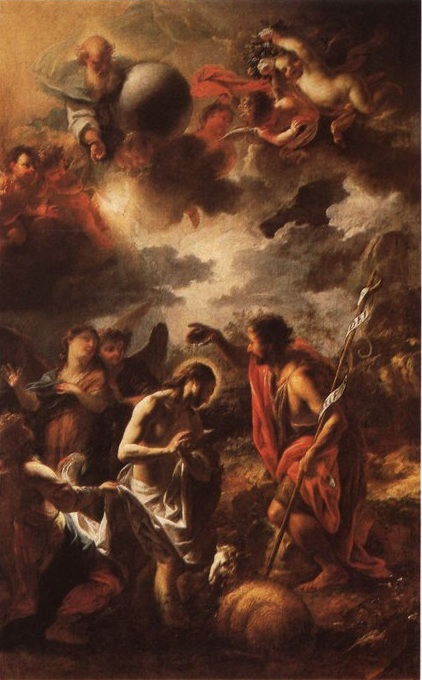
Bautismo de Cristo (1715-1716) Manětín

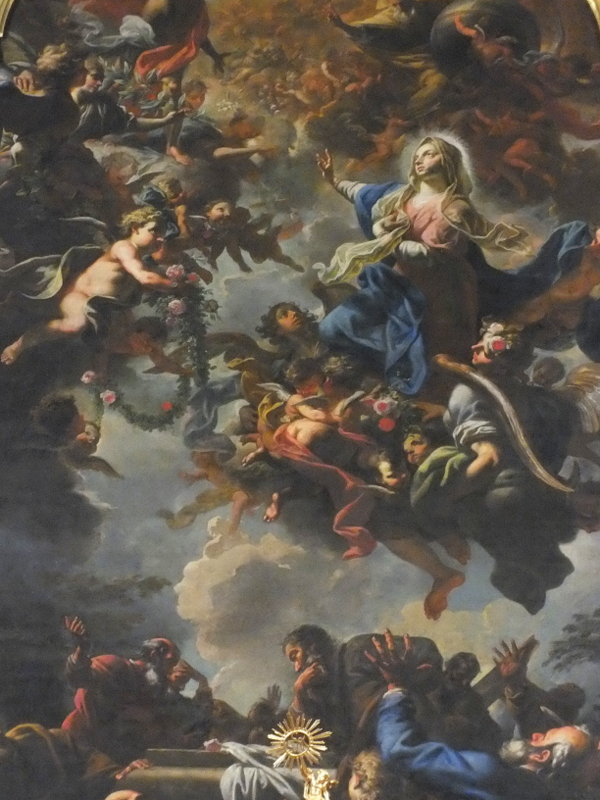
Retablo de la Asunción de la Virgen María, Krzeszów, Voivodato de Baja Silesia, Polonia

  - Iglesia del Monasterio de la Asunció:
    - Altar mayor.
- Duszniki-Zdrój
  - Iglesia Parroquial de San Pedro y Pablo:
    - Retablo mayor con la despedida de los santos Pedro y Pablo.
- Frýdlant
  - Palacio:
    - Retrato del conde Franz Anton Sporck
- Loket
  - Iglesia de San Wenceslao:
    - Retablos.
- Hradec Králové
  - Catedral del Espíritu Santo:
    - San Antonio.

  - Iglesia de la Asunción:
    - Pinturas.
- Jičín
  - Palacio.
- Jindřichův Hradec
  - Palacio:
    - Monumental lienzo de José y sus hermanos.
- Kloster Plazy
  - Iglesia de María:
    - Retablo.
- Kolín
  - Iglesia de San Bartolomé:
    - Martirio de San Bartolomé.
- Kožlany
  - Iglesia de San Lorenzo:
    - Pinturas sobre San Lorenzo.
- Krzeszów:
  - Iglesia Antigua:
    - Retablo de la Asunción de la Virgen María.
    - Retablo San Juan Nepomuceno dando limosnas.
- Kutná Hora
  - Iglesia de San Jacobo:
    - Retablo de la Santísima Trinidad.
- Łężyce
  -     - Retablo mayor.
- Lissa an der Elbe
  - Castillo:
    - Pinturas.
- Manětín
  - Iglesia de San Juan Bautista:
    - Bautismo de Cristo.
    - Crucifixión de Cristo (1715 – 1716)
- Mělník
  - Palacio.
- Nová Paka
  - Santuario de la Virgen María:
    - Dos pinturas.
- Okres Třebíč
  - Palacio Jaroměřice.
- Palacio Lnáře
  - Iglesia de la Trinidad:
  - Pinturas.
- Praga
  - Clementinum, Iglesia de San Clemente:
    - Altar mayor de San Leonardo.
    - Altar de los santos Lorenzo y Linhart.

  - Iglesia de San Marcos:
    - Muerte del ermitaño Gunther de Bohemia (1618).

  - Iglesia Santa María de Victoria:
    - Altar de San José.
    - Altar de San Joaquín.
    - Altar de Santa Ana con San Simón.

  - Iglesia de Santa Margarita en el Monasterio de Brevnov:
    - Retablo de San Winthir.
    - Admisión monástica del Ermitaño Gunther.

  - Galería Nacional.
    - Autorretrato (1700).
    - Retrato de un joven (después de 1720).
    - Retrato del conde Frantisek Antonin Spork (sobre 1725).
    - Retrato de un hombre mayor (después de 1725).
    - Retrato de un seguidor (1735).
    - Simeón y Jesús.
- Sarre en Sazau
  - Iglesia de Santa María:
    - Retablo Mayor.
- Smiřice
  - Iglesia de la Epifanía:
    - Adoración de los Magos (1727).
- Svetla nad Sazavou
  - Parroquia:
    - Retablo.
- Teplice
  - Iglesia Diacona San Juan Bautista:
    - Pinturas.
- Ujazd
  - Parroquia de Santa Elizabeth:
    - Cristo en la Cruz.